# マルロン・サントス・ダ・シウヴァ・バルボーザ
マルロン・サントス・ダ・シウヴァ・バルボーザ（Marlon Santos da Silva Barbosa, 1995年9月7日 - ）は、ブラジル・ドゥケ・デ・カシアス出身のサッカー選手。ポジションはディフェンダー。

## 経歴
ブラジルのフルミネンセFC出身でトップチームに昇格した後、FCバルセロナBにレンタル移籍した。バルセロナBでのプレーのほか、トップチームにも招集され、2016-17シーズン終盤にはリーグ戦2試合に出場した。
2017年6月14日、FCバルセロナと3年契約を結んだ。
2017年8月29日、OGCニースにレンタル移籍で加入。
2018年8月16日、USサッスオーロ・カルチョに完全移籍で加入。
2021年6月22日、FCシャフタール・ドネツクと5年契約を締結した。
2022年8月5日、ACモンツァにレンタル移籍。
2023年1月12日、フルミネンセにレンタルで復帰した。
2024年9月11日、MLSのロサンゼルスFCに移籍した。
2025年7月4日、6月30日で契約満了したことに伴いLAFCを退団したことが発表された。

## 個人成績
| クラブ         | シーズン | リーグ     | リーグ | リーグ | 州リーグ | 州リーグ | カップ | カップ | 南米カップ | 南米カップ | 通算 | 通算 |
| クラブ         | シーズン | リーグ     | 出場   | 得点   | 出場     | 得点     | 出場   | 得点   | 出場       | 得点       | 出場 | 得点 |
| -------------- | -------- | ---------- | ------ | ------ | -------- | -------- | ------ | ------ | ---------- | ---------- | ---- | ---- |
| フルミネンセFC | 2013     | セリエA    | 0      | 0      | 0        | 0        | 0      | 0      | 0          | 0          | 1    | 0    |
| フルミネンセFC | 2014     | セリエA    | 20     | 0      | 0        | 0        | 1      | 0      | 2          | 0          | 23   | 0    |
| フルミネンセFC | 2015     | セリエA    | 24     | 0      | 10       | 0        | 6      | 0      | 0          | 0          | 40   | 0    |
| フルミネンセFC | 2016     | セリエA    | 1      | 0      | 7        | 0        | 0      | 0      | 0          | 0          | 8    | 0    |
| クラブ         | シーズン | リーグ     | リーグ | リーグ | カップ   | カップ   | 欧州CL | 欧州CL | その他     | その他     | 通算 | 通算 |
| クラブ         | シーズン | リーグ     | 出場   | 得点   | 出場     | 得点     | 出場   | 得点   | 出場       | 得点       | 出場 | 得点 |
| FCバルセロナB  | 2016-17  | セグンダB  | 25     | 0      | -        | -        | -      | -      | -          | -          | 25   | 0    |
| FCバルセロナ   | 2016-17  | プリメーラ | 2      | 0      | 0        | 0        | 0      | 0      | 0          | 0          | 2    | 0    |

## 代表歴

### 出場大会
U-20ブラジル代表
- 2015年 - FIFA U-20ワールドカップ